# Innowacje społeczne
Treść tego artykułu należy opracować w taki sposób, aby nie uwypuklała nadmiernie polskiej specyfiki / aby nie zawężała się tylko do polskich warunków
 Po wyeliminowaniu niedoskonałości należy usunąć szablon  z tego artykułu.
Innowacje społeczne - nowe działania społeczne, mające na celu polepszenie jakości życia osób, narodów, społeczności. Owa nowość może wynikać z wprowadzania unikalnych rozwiązań, ale także z faktu wdrożenia już znanego rozwiązania, występującego w nowym kontekście społecznym. Za innowację społeczną uznaje się także popularyzowanie i upowszechnianie zmian innowacyjnych. Innowacje społeczne obejmują te innowacje, które posiadają zarówno społeczne cele, jak i środki oraz obejmują nowe idee (produkty, usługi i modele), które zaspokajają potrzeby społeczne (skuteczniej niż ich alternatywy) oraz tworzą nowe relacje społeczne i związki oparte na współpracy. 
Zgodnie z definicją Narodowego Centrum Badań i Rozwoju innowacje społeczne to „rozwiązania, które równocześnie odpowiadają na zapotrzebowanie społeczne jak i powodują trwałą zmianę w danych grupach społecznych. Te rozwiązania mogą wiązać się z innowacyjnymi produktami, usługami bądź procesami, które umożliwiają odmienne rozwiązywanie typowych problemów społecznych”. Także wiele innych definicji ściśle wiąże innowacje społeczne z rozwiązywaniem problemów społecznych. Przy innowacjach społecznych kluczowe staje się więc rozpoznanie problemów społecznych i dedykowanie im programów, pozwalających na zmiany o trwałym charakterze.
Zwrot innowacje społeczne został spopularyzowany na początku XXI wieku w związku z wspieraniem rozwoju ekonomii społecznej i społecznej odpowiedzialności biznesu w krajach Unii Europejskiej. W Polsce tworzenie, testowanie i upowszechnianie innowacji społecznych było przedmiotem Inicjatywy Wspólnotowej EQUAL (finansowanej z budżetu UE na lata 2004-2006), Programu Operacyjnego Kapitał Ludzki (w latach 2007-2013), Programu Operacyjnego Wiedza Edukacja Rozwój (w latach 2014-2020) oraz Programu Operacyjnego Fundusz Inicjatyw Obywatelskich (w latach 2005-2020).
Wśród innowacji społecznych, potencjalnie możliwych do wdrożenia przez organizacje pozarządowe, za Adalbertem Eversem i Benjaminem Ewertem można wyróżnić: 
1. Innowacje w sferze usług polegające na ich zindywidualizowaniu, dopasowaniu do potrzeb konkretnych grup odbiorców, ukierunkowane na zwiększenie ich podmiotowości (innovations in services and how they address users). usług w odpowiedzi na wymagania formułowane w postępowaniach przetargowych na realizację zadań publicznych, uleganie presji osiągania szybkich, widocznych i mierzalnych rezultatów działania, ścisłe przestrzeganie wymagań biurokratycznych i budżetów projektowych oraz niepodejmowanie działań ryzykownych (jakimi są innowacje społeczne) 
2. Innowacje w sferze regulacji i praw dotyczących form pomocy ukierunkowane na ich uruchomienie ad hoc, w nagłych sytuacjach oraz innowacje w zakresie kontaktów socjalnych dotyczących praw i obowiązków osób wspieranych w rozwiązywaniu dotykających ich problemów społecznych (innovations in regulations and rights). 
3. Innowacje w sferze zarządzania rozwojem lokalnym wzmacniające kooperację różnych podmiotów, budujące ich koalicje, partnerstwa (innovation in governance).
4. Innowacje dotyczące metod pracy i sposobów jej finansowania polegające np. na łączeniu różnych zasobów wiedzy na rzecz rozwiązywania problemów społecznych (innovations in methods of working and financing). 5. Innowacje dotyczące całości funkcjonowania polityki społecznej ukierunkowane na osiągnięcie zaangażowania przedstawicieli wszystkich sektorów (zwłaszcza podmiotów lokalnych) w aktywność na ich rzecz (innovations that concern the whole of (local) welfare systems).
Obszary wiejskie
Potrzeba animowania rozwoju i planowania innowacji społecznych widoczna jest także na obszarach wiejskich utożsamianych z rolnictwem, środowiskiem naturalnym, folklorem, szczególnie w aspekcie zwiększania wielofunkcyjności gospodarki tych terenów m.in. wzmacniania ich konkurencyjności. Istotnym czynnikiem jest tutaj aktywność wiejskich organizacji pozarządowych w zakresie wdrażania innowacji społecznych.

## Planowanie innowacji społecznych
Proces wprowadzania innowacji społecznych w pewnym uproszczeniu obejmuje planowanie, rozwój produktu/innowacji społecznej, testowanie, wdrożenie innowacji, kontrolę i ocenę. W procesie planowania innowacji społecznych, można także wykorzystać procedury właściwe dla planowania programów stosowane w marketingu społecznym. Jednym z najważniejszych etapów całego procesu jest analiza wstępna, powalająca na definicję problemu społecznego, określenie szczegółów dotyczących wybranego obszaru problemu oraz związanych z nim zjawisk. Następnie określa się rynek docelowy, podejmuje się decyzje dotyczące produktu i innych instrumentów, określa partnerów, budżet i źródła finansowania oraz wybiera sposoby oceny efektów i kontroli realizacji programu innowacji społecznych.